# العلاقات الوسط إفريقية الغيانية
العلاقات الوسط أفريقية الغيانية هي العلاقات الثنائية التي تجمع بين جمهورية أفريقيا الوسطى وغيانا.

## مقارنة بين البلدين
هذه مقارنة عامة ومرجعية للدولتين:
| وجه المقارنة                                              | جمهورية أفريقيا الوسطى      | غيانا        |
| --------------------------------------------------------- | --------------------------- | ------------ |
| المساحة (كم2)                                             | 622.98 ألف                  | 214.97 ألف   |
| عدد السكان (نسمة)                                         | 4.66 مليون                  | 777.86 ألف   |
| الكثافة السكانية (ن./كم²)                                 | 7.48                        | 3.62         |
| العاصمة                                                   | بانغي                       | جورج تاون    |
| اللغة الرسمية                                             | لغة فرنسية، اللغة السانغوية | لغة إنجليزية |
| العملة                                                    | فرنك وسط أفريقي             | دولار غياني  |
| الناتج المحلي الإجمالي (بليون دولار)                      | 1.95 مليار                  | 3.68 مليار   |
| الناتج المحلي الإجمالي (تعادل القوة الشرائية) بليون دولار | 3.03 مليار                  | 5.77 مليار   |
| الناتج المحلي الإجمالي الاسمي للفرد دولار أمريكي          | 323                         | 4.13 ألف     |
| الناتج المحلي الإجمالي للفرد دولار أمريكي                 | 594                         |              |
| مؤشر التنمية البشرية                                      | 0.350                       |              |
| رمز المكالمات الدولي                                      | +236                        | +592         |
| رمز الإنترنت                                              | .cf                         | .gy          |
| المنطقة الزمنية                                           | ت ع م+01:00                 | 00           |

## منظمات دولية مشتركة
يشترك البلدان في عضوية مجموعة من المنظمات الدولية، منها:
| علم المنظمة | اسم المنظمة                                 | تاريخ انضمام جمهورية أفريقيا الوسطى | تاريخ انضمام غيانا |
| ----------- | ------------------------------------------- | ----------------------------------- | ------------------ |
|             | مؤسسة التنمية الدولية                       | 27 أغسطس 1963                       | 4 يناير 1967       |
|             | يونسكو                                      | 11 نوفمبر 1960                      | 21 مارس 1967       |
|             | وكالة ضمان الاستثمار متعدد الأطراف          | 8 سبتمبر 2000                       | 18 يناير 1989      |
|             | الأمم المتحدة                               | 20 سبتمبر 1960                      | 20 سبتمبر 1966     |
|             | مجموعة دول أفريقيا والكاريبي والمحيط الهادئ | ?                                   | ?                  |
|             | الاتحاد البريدي العالمي                     | ?                                   | ?                  |
|             | البنك الدولي للإنشاء والتعمير               | 10 يوليو 1963                       | 26 سبتمبر 1966     |
|             | الاتحاد الدولي للاتصالات                    | 2 ديسمبر 1960                       | 8 مارس 1967        |
|             | منظمة حظر الأسلحة الكيميائية                | ?                                   | ?                  |
|             | مؤسسة التمويل الدولية                       | 1 أبريل 1991                        | 4 يناير 1967       |
|             | المركز الدولي لتسوية المنازعات الاستشارية   | 14 أكتوبر 1966                      | 10 أغسطس 1969      |
|             | منظمة التجارة العالمية                      | ?                                   | ?                  |
|             | منظمة الشرطة الجنائية الدولية               | ?                                   | ?                  |

## وصلات خارجية
- موقع وزارة الخارجية الغيانية